# 马尔瓦勒
马尔瓦勒（法語：Marval，法語發音：[maʁval]）是法国新阿基坦大区上维埃纳省的一个市镇，属于罗什舒阿尔区。

## 地理
马尔瓦勒（45°37'39"N, 0°47'53"E）面积38.5 平方千米，位于法国新阿基坦大区上维埃纳省，该省份为法国中西部省份，北起顺时针与安德尔省、克勒兹省、科雷兹省、多爾多涅省、夏朗德省和维埃纳省接壤。
与马尔瓦勒接壤的市镇（或旧市镇、城区）包括：屈萨克、邦迪亚河畔阿布雅、圣巴泰勒米-德比西耶尔、拉沙佩尔蒙特布朗代、庞索勒、圣马蒂厄。

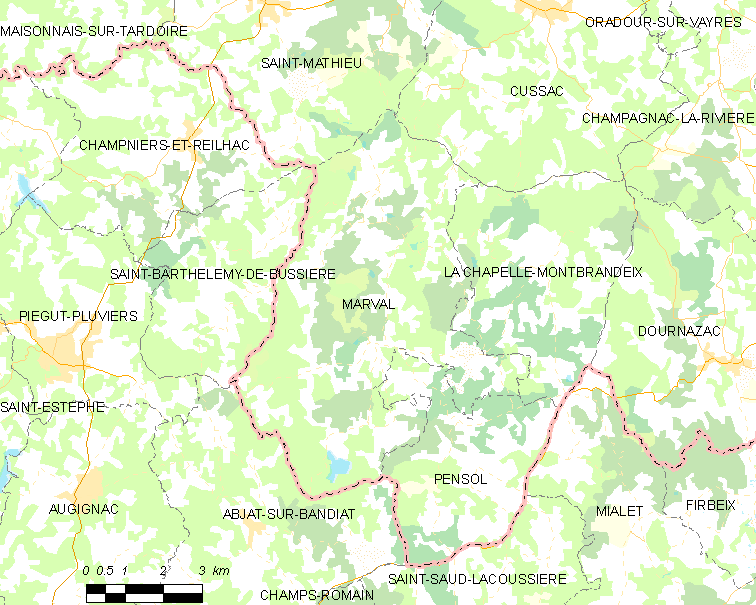
马尔瓦勒的OSM定位图

马尔瓦勒的时区为UTC+01:00、UTC+02:00（夏令时）。

## 行政
马尔瓦勒的邮政编码为87440，INSEE市镇编码为87092。

## 政治
马尔瓦勒所属的省级选区为罗什舒阿尔县。

## 人口

1962-2008年间马尔瓦勒人口变化图示

马尔瓦勒于2022年1月1日时的人口数量为481人。